# Chekov (cráter)
Chekov es un cráter de impacto de 194 km de diámetro del planeta Mercurio. Debe su nombre al escritor ruso Antón Chéjov (1860-1904), y su nombre fue aprobado por la  Unión Astronómica Internacional en 1976.